# Евгени Стойчев
Евгени Стойчев е български дипломат.

## Биография
Евгени Стефанов Стойчев е роден на 20 август 1955 г. в град Станке Димитров.
Завършва специалност „Международни отношения“ в МГИМО, Москва през 1985 г. След дипломирането си работи в Министерството на външните работи на България.
Бил е културен аташе в посолството на България в Белгия. От 2006 до 2011 г. е посланик на България в Канада. След това е директор на Дирекция „Планиране и координация“ в МВнР. От 2013 до 2018 е посланик на България във Виетнам.